# Élodie Bouchez
Élodie Bouchez (Montreuil, Sena-San Denis, 5 de abril de 1973) es una actriz francesa de cine y televisión ganadora de dos premios César; uno en 1995 por Los juncos salvajes de André Téchiné y otro en 1998 por La vida soñada de los ángeles de Erick Zonca, y del premio a la mejor interpretación femenina en Cannes en 1998 por La vida soñada de los ángeles junto con Natacha Régnier.

## Biografía
Nace en Montreuil y estudia en el instituto de Saint Thomas d'Aquin antes de estudiar arte dramático en la Université de Paris X Nanterre. Comenzó como bailarina, pero tiempo más tarde se decantó por el cine con Stan the Flasher de Serge Gainsbourg y Le Cahier volé de Christine Lipinska, donde tuvo su primer papel principal. Está casada con Thomas Bangalter, miembro del dúo de música electrónica francesa Daft Punk, con el que tiene dos hijos, Tara-Jay y Roxan.
André Téchiné se da cuenta de su talento en Le Péril jeune (de Cédric Klapisch) y le ofrece uno de los papeles principales de Les Roseaux sauvages, que más tarde le vale el César du meilleur Jeune espoir féminin en 1995. Durante la presentación de la película, conoce a Stéphane Rideau y Gaël Morel, con quines forma el trío de À toute vitesse en 1996.
Su registro interpretativo es bastante amplio: hace de muda en Clubbed to Death de Graham Guit, de drogadicta en Le Ciel est à nous y participa en producciones independientes como Louise (take 2) en 1997. En 1998, comparte con Natacha Régnier el protagonismo en La Vie rêvée des anges de Erick Zonca, que les valió a ambas el premio a la mejor actuación femenina del festival de Cannes en 1998.
En 1999, colabora con su compañero Jean-Marc Barr, a quien conoció en el rodaje de J'aimerais pas crever un dimanche (1998). Bajo la dirección de Barr (y de Pascal Arnold), Bouchez aparece en Lovers, Too Much Flesh (con Barr) y Being light, tres películas que conforman la llamada "Trilogie de la liberté".
En 2000, comienza su carrera en Estados Unidos con Shooting vegetarians. Más tarde aparece en CQ, primer film de Roman Coppola presentado en Cannes en 2000, y en America Brown en 2003. No ha abandonado el cine francés y aparece en producciones como Le Petit Poucet, de Olivier Dahan, o Brice de Nice en 2005.
También ha aparecido en series de televisión como The L Word y ha realizado uno de sus mejores papeles televisivos con la interpretación de Renée Rienne, una asesina a sueldo en la serie de televisión Alias.

## Filmografía
- 2024:Corazones rotos de Gilles Lellouche
- 2010:The imperialists are still alive! de Zeína Durra
- 2008:Seul two con Eric et Ramzy
- 2006:Ma place au soleil
- 2005: Brice de Nice de James Huth
- 2003:

Stormy weather de Solveig Anspach
America Brown de Paul Black
A quoi ça sert de voter écolo ? de Aure Atika
Le Pacte du silence de Graham Guit
- 2001:

CQ de Roman Coppola
La Guerre à Paris de Yolande Zauberman
La Merveilleuse odyssée de l'idiot toboggan de Vincent Ravalec
Being light de Jean-Marc Barr
Le Petit Poucet de Olivier Dahan
- 2000:

La Faute à Voltaire de Abdellatif Kechiche
Too Much Flesh de Jean-Marc Barr
Shooting vegetarians de Mikey Jackson
The Beat nicks de Nicholson Williams
- 1999:

Lovers de Jean-Marc Barr
Meurtre d'une petite grue
Premières neiges (TV) de Gaël Morel
- 1998:

J'aimerais pas crever un dimanche de Didier Le Pêcheur
Les Kidnappeurs de Graham Guit
La Vie rêvée des anges de Érick Zonca
Je veux descendre de Sylvie Testud
Zonzon de Laurent Bouhnik
- 1997:

Louise (take 2) de Siegfried
Les Raisons du cœur de Markus Imhoof
Clubbed to Death (Lola) de Yolande Zauberman
Le Ciel est à nous de Graham Guit
Les Fantômes du samedi soir de Olivier Dahan
- 1996:

La Divine poursuite de Michel Deville
La Propriétaire de Ismail Merchant
A toute vitesse de Gaël Morel
Mademoiselle personne de Pascale Bailly
- 1995:

Le Plus Bel Age de Didier Haudepin
- 1994:

Le Péril jeune de Cédric Klapisch
Les Roseaux sauvages de André Téchiné
Les Mots de l'amour de Vincent Ravalec
Le Chêne et le roseau de André Téchiné
- 1992:

Le Cahier volé de Christine Lipinska
Tango de Patrice Leconte
- 1989:

Stan the Flasher de Serge Gainsbourg

## Premios y distinciones
Festival Internacional de Cine de Cannes
| Año  | Categoría    | Película                      | Resultado |
| ---- | ------------ | ----------------------------- | --------- |
| 1998 | Mejor Actriz | La vida soñada de los ángeles | Ganador   |